# 正宗白鳥

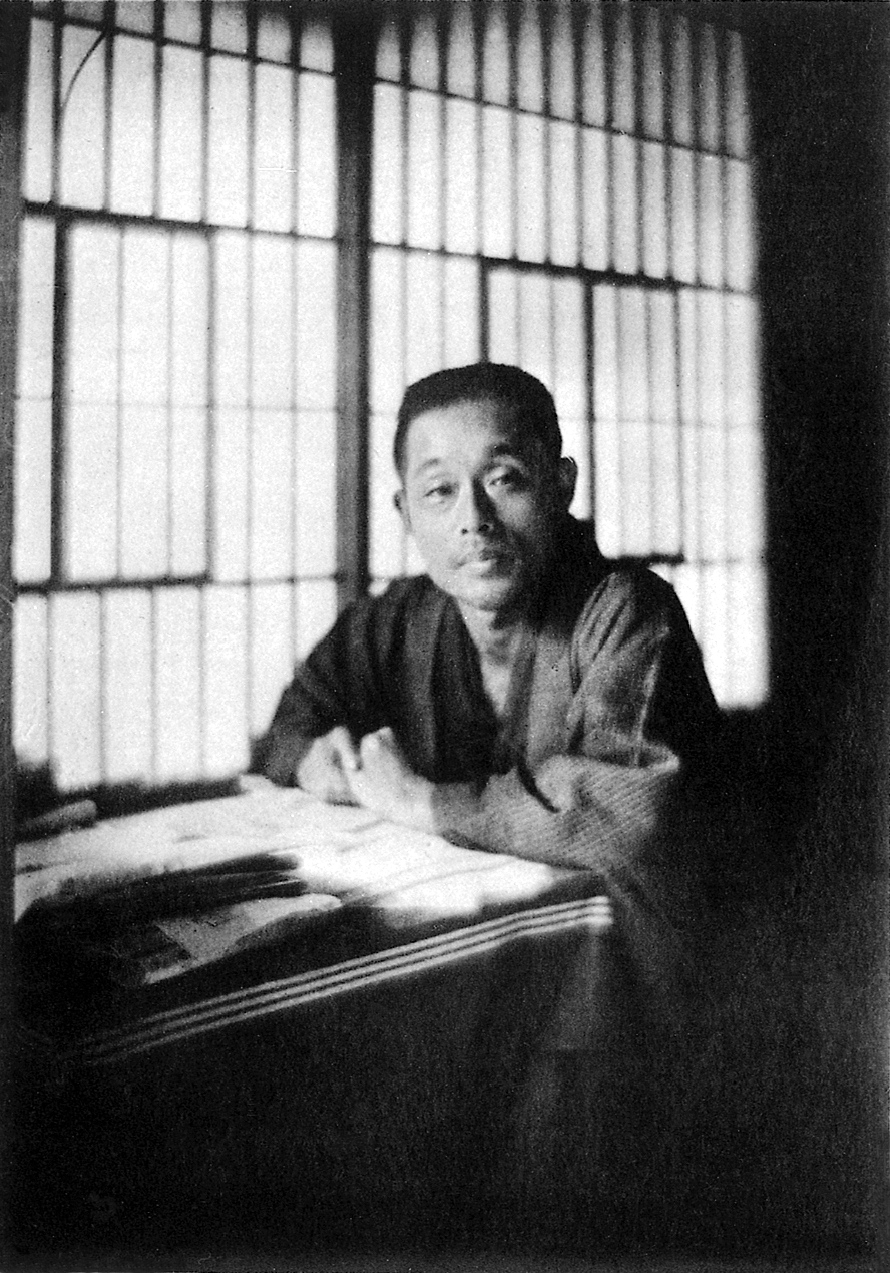

正宗白鳥（1879年3月3日—1962年10月28日）本名正宗忠夫。生於日本岡山縣和氣郡，是一位小說家、劇作家、文学評論家。
江戶時代正宗家的後代，1896年就讀東京專門學校（早稻田大學的前身），受到植村正久、內村鑑三等人的洗禮。1901年文学科畢業。1903年由早大出版部推薦任讀賣新聞社記者，負責戲劇、文學、美術評論工作。
1904年發表處女作《寂寞》，1907年發表《塵埃》被認為是繼田山花袋之後的自然主義文學代表性作家，1910年辭去讀賣新聞社，專門從事寫作。1950年獲頒文化勛章。1911年與甲府市油商清水徳兵衛的女兒つ禰結婚。昭和37年（1962年）因胰臓癌病逝飯田橋日本医科大学付属病院，葬於多磨霊園。

## 代表作品

### 小說
- 「寂寞」（1904年）
- 「何処へ」（1908年）
- 「泥人形」（1911年）
- 「入江のほとり」（1915年）
- 「牛部屋の臭ひ」（1916年）
- 「毒婦のやうな女」（1920年）
- 「生まざりしならば」（1923年）
- 「戦災者の悲み」（1946年）
- 「人間嫌ひ」（1949年）
- 「銀座風景」（1950年）
- 「人生恐怖圖」（1956年）

### 戯曲
- 「人生の幸福」（1923年）

### 評論
- 「文壇人物評論」（1922年）
- 「自然主義盛衰史」（1948年）
- 「内村鑑三」（1950年）
- 「文壇五十年」（1954年）